# Phintella elegans
Espèce
Phintella elegans est une espèce d'araignées aranéomorphes de la famille des Salticidae.

## Distribution
Cette espèce est endémique de la province de Tete au Mozambique,. Elle se rencontre vers Tete.

## Description
La carapace de la femelle holotype mesure 1,8 mm de long sur 1,4 mm et l'abdomen 3,0 mm de long sur 1,9 mm.

## Systématique et taxinomie
Cette espèce a été décrite par Haddad, Wiśniewski et Wesołowska en 2024.

## Publication originale
- Haddad, Wiśniewski & Wesołowska, 2024 : « The jumping spiders of Mozambique (Araneae: Salticidae). » Zootaxa, no 5560(1), p. 1-92.